# 김금영
김금영(2001년 8월 17일~)은 조선민주주의인민공화국의 탁구 선수이다. 2024년 하계 올림픽에 조선민주주의인민공화국 대표 선수로 참가해 리정식과 함께 혼합 복식에서 은메달을 획득했다.